# Грищинський Анатолій Олександрович
Грищинський Анатолій Олександрович (нар. 20 травня 1920, Київ — 25 грудня 2017, Ніжин
) — ветеран Великої Вітчизняної війни, кандидат економічних наук, педагог, рекордсмен, внесений до «Книги рекордів України», як найстаріший водій України.

## Дитинство. Ранні роки
Анатолій закінчив семирічну школу а вже у 1939 році отримав водійські права, закінчивши курси при тамтешньому ДОСААФі. У 1941 р. закінчив СШ № 72 м. Києва. За 2 тижні до нападу Німеччини на СРСР знайшов роботу за фахом: влаштувався водієм у майстерні при Київському особливому військовому окрузі, паралельно здобував освіту' у 10-річній вечірній школі. Зі спогадів Анатолія Олександровича про ранні роки життя:
| | Я навчався у вечірній школі й жив у Києві. 20-річним хлопчиною закінчив курси шофера Київської зразкової автошколи і на той час вже працював. До речі, допоміг мені влаштуватися на роботу працівник міліції. Приблизно два чи три місяці я пропрацював у військовій частини в майстерні політуправління Київського особливого військового округу… |
| — Грищинський А. О., http://www.uezd.com.ua/rozpovid-nizhynskoho-veterana-hryschynskoho-anatoliya-oleksandrovycha/ | |

## Участь у Радянсько-німецькій війні
На початку війни Анатолій Олександрович перебував у Києві. 22 червня 1941 р. його мобілізували до війська у штаб Південно-Західного фронту. Всю війну пройшов водієм вантажівки. Брав участь в обороні Києва, потрапив в оточення під Харковом. Згодом отримав поранення під Воронежем та лікувався у Самарському госпіталі. Війну Грищинський закінчив у Східній Пруссії під Кенігсбергом.

## Науково педагогічна кар'єра
Після війни Анатолій Олександрович зробив науково-педагогічну кар'єру. В 1968 р. захистив дисертацію на здобуття наукового ступеня кандидата економічних наук у Київському державному університеті імені Т. Г. Шевченка. Викладав у вищих навчальних закладах Умані, Миколаєва, Курська. З 1987 по 1992 рр. працював доцентом Ніжинського державного педагогічного інституту імені М. В. Гоголя. Був лектором товариства «Знання». У 2002-му вийшов на пенсію.

## Сім'я
Одружився з Таїсією Андріївною Коваленко. В 1986 р. з дружиною переїджає з Миколаєва до Ніжина, за рекомендаціями лікарів змінити клімат. В 2011 році на 84 році життя помирає дружина. З близьких залишились дві доньки. Рідна дочка Олександра живе в Києві, прийомна — у Курську.

## Досягнення

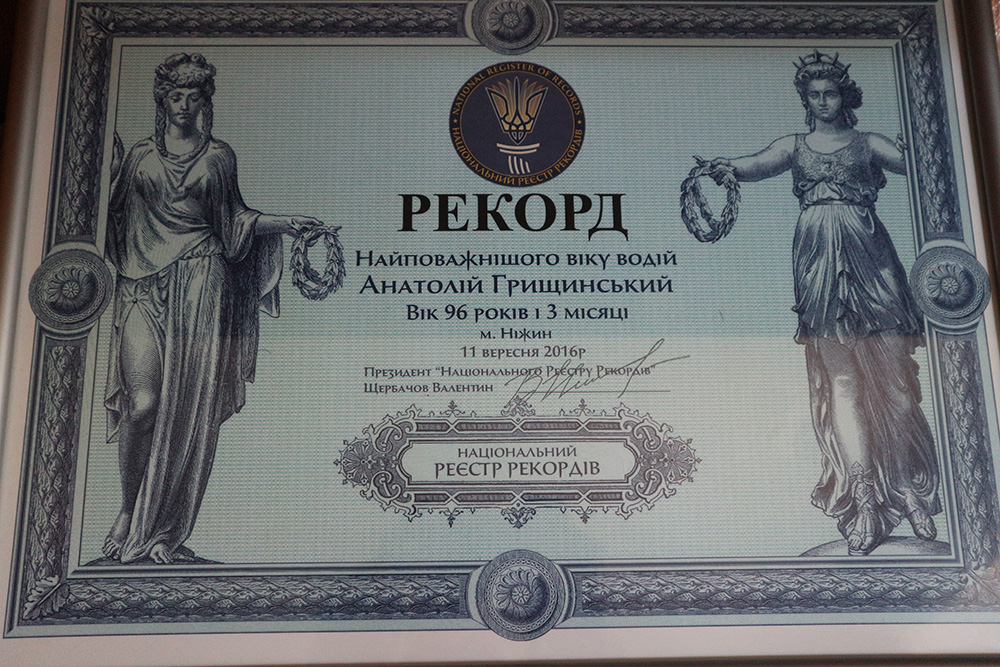
«Трофеї» Антатолія Грищинського

26 грудня 2016 р. Анатолій Грищинський отримав сертифікат Національного Реєстру Рекордів як «Найстаріший водій автомобіля в Україні».

## Останні роки. Смерть
Помер 25 грудня 2017 р. на 98-ому році життя. Його поховали скромно. На похороні були лише його донька Олександра Анатоліївна кілька людей, які його добре знали в останній період життя. Похований у Ніжині на цвинтарі по вул. Прилуцькій.